# Minot (Maine)
Minot es un pueblo ubicado en el condado de Androscoggin en el estado estadounidense de Maine. En el Censo de 2010 tenía una población de 2.607 habitantes y una densidad poblacional de 33,83 personas por km².

## Geografía
Minot se encuentra ubicado en las coordenadas 44°8′17″N 70°20′11″O / 44.13806, -70.33639. Según la Oficina del Censo de los Estados Unidos, Minot tiene una superficie total de 77.07 km², de la cual 76.6 km² corresponden a tierra firme y (0.61%) 0.47 km² es agua.

## Demografía
Según el censo de 2010, había 2.607 personas residiendo en Minot. La densidad de población era de 33,83 hab./km². De los 2.607 habitantes, Minot estaba compuesto por el 97.78% blancos, el 0.27% eran afroamericanos, el 0.15% eran amerindios, el 0.31% eran asiáticos, el 0% eran isleños del Pacífico, el 0.23% eran de otras razas y el 1.27% pertenecían a dos o más razas. Del total de la población el 0.77% eran hispanos o latinos de cualquier raza.